# Космос 1686
Kосмос 1686 е четвъртият модифициран космически кораб от типа TСK, скачен безпилотно със съветската орбитална станция Салют-7 като част от експериментите за разширяване на научното пространство на станцията.
Корабът стартира на 27 септември 1985 г. с помощта на ракетата-носител Протон-К от космодрума Байконур. Скачва се със станцията на 2 октомври по време на полета на петата основна експедиция.
Общата маса и обитаемо пространство на комплекса почти се удвояват и достига 43 тона, а с Космос 1686 се доставят около 4500 кг товари за станцията.
През 1986 г. се извършва безпрецедентно до този момент прелитане на космическия кораб Союз Т-15 между две орбитални станции (Салют-7 и Мир). Това е и последната експедиция до станцията. През август същата година, с помощта на двигателите на Космос 1686 комплекса е издигнат на по-висока орбита с цел използването му за бъдещите мисии на совалката Буран. Силни слънчеви ветрове през 1989 г. довеждат до по-бързото и снижаване от очакваното, а отменената програма „Буран“ и намалено финансиране решават по-нататъшната ѝ съдба. Станцията лети още около 1 година в безпилотен режим и пада на 7 февруари 1991 г., заедно с Космос 1686 в Тихия океан.